# スーパースター王座決定戦
スーパースター王座決定戦（スーパースターおうざけっていせん）とはオートレースのSG競走の1つである。

## 概要
当競走は川口オートレース場で開催される。ただし、1991年の第5回は伊勢崎オートレース場、2009年の第24回は船橋オートレース場で開催された。
競艇の賞金王決定戦競走（THE GRAND PRIX）や競輪のKEIRINグランプリと同じく年末の大一番の存在であり、この競走で優勝すればその年のオートレース界の年間チャンピオンに君臨する事となる。現在の優勝賞金は、3,100万円。
スーパースター王座決定戦及びそのトライアル戦が行われる開催節は『スーパースターフェスタ』の呼び名のもと、全国からトップクラスのオートレース選手が集結し、オートレース界年末のお祭りとなる。
なお、スーパースター王座決定戦及びトライアル戦を除く競走については、『スーパースターシリーズ戦 平尾昌晃杯』の名称でGII格の競走として開催されている（優勝賞金は170万円）。
また、2019年より新設された『スーパースターガールズ王座決定戦』が、『スーパースターフェスタ』開催初日の第10レースに実施される。

## 歴史
- 第1回は1987年3月31日に開催され、第8回（1994年）までは8選手が出場する単発式レース（一発勝負）で行われた。出場選手は各オートレース場（伊勢崎、船橋、川口、浜松、山陽、飯塚）ランキング第1位選手と、日本選手権並びにオールスターの各優勝者。
- 1995年の第9回大会より、スーパーグレード（略称：SG）の導入に伴い、出場選手数を倍の16名に拡大。これにより、1～4着までが決定戦に進出する1回限りの予選方式を経て当レースが行われるという形に変わった[4]。
- 2001年の第15回大会より、SG優勝戦ポイントを導入し、上記6オートレース場ランキング第1位選手の出場枠は廃止。SGの優勝者及びポイント上位の8選手が出場する単発式レース（一発勝負）に再度改められた。
- 2004年の第19回大会より、開催時期がこれまでの年始から年末となった。また、同年に新設されたプレミアムカップオートレース（特別GI）も優勝戦ポイントの対象となった。加えて、上記6オートレース場ランキング第1位選手の出場枠も復活させ、再び16名に出場枠を拡大。これに伴い、トライアル戦方式で行われるようになった。トライアル戦出場選手16名が3回に分けてトライアル戦を行い、その成績によりスーパースター王座決定戦に出場する選手を決定。4日目の第11レースには順位決定戦が行われ、最終日の第11レースにスーパースター王座決定戦が行われるという形が取られた[4]。
- 2016年の第31回大会より、船橋オートレース場の廃止に伴って、オートレース場ランキング第1位選手の出場枠は従前の6から5に変更。また、トライアル戦を従前の3回から4回に増やしたため、決定戦前日までの全ての開催日にトライアル戦が行われることになった。
- 2019年の第34回大会にて、佐藤摩弥が女子選手史上初のトライアル戦出場、スーパースター王座決定戦進出を果たす[5]。
- 大会最多優勝者でもある島田信廣の5連覇（1990年～1994年）は2019年12月31日現在、同一SG連続優勝記録ともなっている。

## 公営競技グランドチャンピオン戦の『大トリ』大会
2008年からスーパースター王座決定戦は12月31日最終レース(2015年まで11R、2016年から12R)に開催されることが決定した。これにより毎年12月30日に行なわれてきた競輪界のビッグレース「KEIRINグランプリ」よりも1日後に組まれることになり、オートレース界のみならず公営競技のグランドチャンピオンを決する大会（レース）の『大トリ』を務めることになった。
- なお、業界最高峰の大会ではないが、2014年・2015年は競艇のプレミアムGI・クイーンズクライマックス優勝戦（16時30分発走）が、当大会の後に行われていた。2016年以降は当大会の発走が17時台となり、当大会の方が後になっていたが、2024年はクイーンズクライマックスがナイター開催となったため、当大会の後に行われている[7]。

## トライアル戦出場選手選考方法
スーパースター王座決定戦のトライアル戦出場選手は、以下の順で計16名（補欠3名）が選考される。
- （1）その年のSG競走優勝者（最大4名）
- （2）各場競走成績1位（計5名、当年1月1日 - 10月31日までの成績）
- （3）SG競走およびプレミアムカップの優勝戦獲得ポイント上位者

※（3）において獲得ポイントが同点の場合は、以下の順により上位者を決定する（イ、ロ、ハ、ニ）
（イ）SG優勝戦への出場回数が多い選手
（ロ）SG優勝戦における責任事故回数が少ない選手
（ハ）SG優勝戦における着順位の合計が少ない選手（責任外事故は7着とみなす）
（ニ）選考審査期間（当年1月1日～10月31日）の全国競走成績の上位者
※上記（1）において優勝者が重複した場合は、重複相当数を（3）に加算して出場資格を与える
※上記（1）及び（2）が重複した場合は、重複相当数を（3）に加算して出場資格を与える

## トライアル戦実施方法
スーパースター王座決定戦のトライアル戦は以下の通りで実施される。
- 初日～4日目（12月27日～30日）
  - トライアル戦（各日第11R・第12R 8周回）に各日1回（計4回）出場
- 5日目（12月31日）
  - トライアル戦平均得点 下位8名：スーパースター順位決定戦（第10R 8周回）※第11Rはスーパースターシリーズ優勝戦が行われる。
  - トライアル戦平均得点 上位8名：スーパースター王座決定戦（第12R 10周回）

| 着   | 1着 | 2着 | 3着 | 4着 | 5着 | 6着 | 7着 | 8着 |
| 得点 | 10  | 8   | 6   | 5   | 4   | 3   | 2   | 1   |

- ※競走戒告を受けた選手については得点から3点減点
- ※競走注意を受けた選手については1回につき得点から1点減点
- ※試走戒告を受けた選手については得点から3点減点

- トライアル戦優先順位について

トライアル戦優先順位は、開催年における成績を下記の順に比較し決定する
1. SG優勝回数
2. SG及びプレミアムカップ優勝戦得点上位者
3. SG優出回数
4. SG優勝戦における責任事故回数の少ない選手
5. SG優勝戦における着順位の合計が少ない選手
6. 開催年の1月1日～10月31日における全国競走成績上位者

- トライアル戦組み合わせについて

トライアル戦1回目
スーパースタートライアル戦優先順位により、各レース振り分け
【第11R】優先順位：2位・3位・6位・7位・10位・11位・14位・15位
【第12R】優先順位：1位・4位・5位・8位・9位・12位・13位・16位
トライアル戦2回目・3回目・4回目は以下の表を参照
| 1回目・2回目・3回目 出走レース | 競走結果     | 2回目・3回目・4回目 出走レース |
| ------------------------------ | ------------ | ------------------------------ |
| 第11レース                     | 1・3・5・7着 | 第12レース                     |
| 第12レース                     | 2・4・6・8着 | 第12レース                     |
| 第11レース                     | 2・4・6・8着 | 第11レース                     |
| 第12レース                     | 1・3・5・7着 | 第11レース                     |

- 枠番決定方法等
  - スーパースタートライアル戦は、原則として0mオープンとする
  - スーパースタートライアル第1戦は、優先順位上位選手より順に枠番を選択する
  - スーパースタートライアル第2戦は、第1戦入着上位選手より抽選を行い、引いた番号を枠番とする
  - スーパースタートライアル第3戦は、第2戦入着上位選手より抽選を行い、引いた番号を枠番とする
  - スーパースタートライアル第4戦は、第3戦入着上位選手より抽選を行い、引いた番号を枠番とする
  - スーパースター王座決定戦は0mオープンとし、平均競走得点上位者より順に枠番を選択する

## 過去のスーパースター王座決定戦優勝者
| 回数   | 開催日         | 開催場               | 優勝者        | 年齢（当時） | 競走タイム | 競走車呼名     | 競走車車名   |
| ------ | -------------- | -------------------- | ------------- | ------------ | ---------- | -------------- | ------------ |
| 第1回  | 1987年3月31日  | 川口オートレース場   | 桝崎正        | 37           | 3.978      | タック         | トライアンフ |
| 第2回  | 1988年2月2日   | 川口オートレース場   | 且元滋紀      | 39           | 3.400      | プリンス       | トライアンフ |
| 第3回  | 1989年2月1日   | 川口オートレース場   | 田代祐一      | 29           | 3.794      | ナンバーワン   | トライアンフ |
| 第4回  | 1990年1月30日  | 川口オートレース場   | 島田信廣      | 40           | 3.431      | ウォリアーズ   | フジ         |
| 第5回  | 1991年1月27日  | 伊勢崎オートレース場 | 島田信廣(2)   | 41           | 3.388      | ウォリアーズ   | フジ         |
| 第6回  | 1992年3月4日   | 川口オートレース場   | 島田信廣(3)   | 42           | 3.349      | ウォリアーズ   | フジ         |
| 第7回  | 1993年2月1日   | 川口オートレース場   | 島田信廣(4)   | 43           | 3.396      | ウォリアーズ   | フジ         |
| 第8回  | 1994年3月9日   | 川口オートレース場   | 島田信廣(5)   | 44           | 3.678      | ウォリアーズ   | セア         |
| 第9回  | 1995年1月31日  | 川口オートレース場   | 片平巧        | 29           | 3.384      | キブロワイト   | セア         |
| 第10回 | 1996年3月6日   | 川口オートレース場   | 片平巧(2)     | 30           | 3.361      | キブロワイト   | セア         |
| 第11回 | 1997年1月29日  | 川口オートレース場   | 片平巧(3)     | 31           | 3.335      | キブロワイト   | セア         |
| 第12回 | 1998年3月4日   | 川口オートレース場   | 片平巧(4)     | 32           | 3.364      | キブロワイト   | セア         |
| 第13回 | 1999年1月27日  | 川口オートレース場   | 高橋貢        | 27           | 3.322      | ウルフ         | セア         |
| 第14回 | 2000年3月21日  | 川口オートレース場   | 池田政和      | 27           | 3.324      | カイザー       | セア         |
| 第15回 | 2001年1月31日  | 川口オートレース場   | 片平巧(5)     | 35           | 3.325      | キブロワイト7  | セア         |
| 第16回 | 2002年1月30日  | 川口オートレース場   | 池田政和(2)   | 28           | 3.296      | マンティス     | セア         |
| 第17回 | 2003年1月27日  | 川口オートレース場   | 岡部聡        | 37           | 3.539      | ラルフ・ワン   | セア         |
| 第18回 | 2004年2月3日   | 川口オートレース場   | 池田政和(3)   | 31           | 3.331      | カイザー       | セア         |
| 第19回 | 2004年12月26日 | 川口オートレース場   | 高橋貢(2)     | 33           | 3.337      | Fニーナ        | セア         |
| 第20回 | 2005年12月25日 | 川口オートレース場   | 池田政和(4)   | 32           | 3.335      | ミオン         | セア         |
| 第21回 | 2006年12月24日 | 川口オートレース場   | 田中茂        | 30           | 3.308      | S･アーロン     | セア         |
| 第22回 | 2007年12月24日 | 川口オートレース場   | 山田真弘      | 35           | 3.327      | ナノ・111      | セア         |
| 第23回 | 2008年12月31日 | 川口オートレース場   | 永井大介      | 32           | 3.335      | ダビド・ビジャ | セア         |
| 第24回 | 2009年12月31日 | 船橋オートレース場   | 高橋貢(3)     | 38           | 3.318      | Fウルフ        | セア         |
| 第25回 | 2010年12月31日 | 川口オートレース場   | 中村雅人      | 29           | 3.327      | モンソン       | セア         |
| 第26回 | 2011年12月31日 | 川口オートレース場   | 浦田信輔      | 38           | 3.333      | パンジャA      | セア         |
| 第27回 | 2012年12月31日 | 川口オートレース場   | 高橋貢(4)     | 41           | 3.327      | サイバームーン | セア         |
| 第28回 | 2013年12月31日 | 川口オートレース場   | 中村雅人(2)   | 32           | 3.368      | Kモンソン      | セア         |
| 第29回 | 2014年12月31日 | 川口オートレース場   | 永井大介(2)   | 38           | 3.355      | シーザー       | セア         |
| 第30回 | 2015年12月31日 | 川口オートレース場   | 青山周平      | 31           | 3.335      | ハルク・73     | セア         |
| 第31回 | 2016年12月31日 | 川口オートレース場   | 鈴木圭一郎    | 22           | 3.349      | カルマ3K       | セア         |
| 第32回 | 2017年12月31日 | 川口オートレース場   | 荒尾聡        | 36           | 3.482      | デフジャムAK   | セア         |
| 第33回 | 2018年12月31日 | 川口オートレース場   | 永井大介(3)   | 42           | 3.347      | ビズビム       | セア         |
| 第34回 | 2019年12月31日 | 川口オートレース場   | 青山周平(2)   | 35           | 3.365      | ハルク・73     | セア         |
| 第35回 | 2020年12月31日 | 川口オートレース場   | 青山周平(3)   | 36           | 3.363      | ハルク・73     | セア         |
| 第36回 | 2021年12月31日 | 川口オートレース場   | 青山周平(4)   | 37           | 3.337      | ハルク・73     | セア         |
| 第37回 | 2022年12月31日 | 川口オートレース場   | 鈴木圭一郎(2) | 28           | 3.308      | カルマS5K      | セア         |
| 第38回 | 2023年12月31日 | 川口オートレース場   | 青山周平(5)   | 39           | 3.378      | ハルク・73     | セア         |
| 第39回 | 2024年12月31日 | 川口オートレース場   | 鈴木圭一郎(3) | 30           | 3.335      | カルマS5K      | セア         |

## エピソード
- 1991年の第5回大会及び2016年の第31回以降の大会は、発走時刻が日没後のため、ナイター開催同様に照明が灯された中で行われている。
- 過去に大会連覇を果たしたのは島田信廣（5連覇）、片平巧（4連覇）、青山周平（3連覇）の3人。島田は1995年の当レースに敗れて6連覇を逃し、片平は苦手の湿走路で行われた1999年の当レースのトライアル（予選）で敗れて5連覇を逃し、青山は2022年の当レースに敗れて4連覇を逃した[8]。
- 2015年12月にサテライト大阪内にオートレースの専用場外ブースが設けられたことから、1955年に廃止された甲子園オートレース以来となる、関西地区でのオートレース専用施設での車券発売が実現した。それを受け、サンケイスポーツの大阪版で、2015年の当レースを含む、大晦日の全レースの出走表が掲載された。これ以前は、関西地域を対象とするスポーツ紙が、オートレースの出走表を掲載したことはなかった。
- 2016年の第31回大会の優勝戦では最終周回の第2コーナーで1位の鈴木圭一郎をインコースから捌きにかかった青山周平がバランスを崩して落車、後続の金子大輔、高橋貢も巻き込まれて落車、失格する波乱があった[9]。
- 2019年の第34回大会では、佐藤摩弥が女子選手史上初のトライアル戦出場を果たし、トライアル戦4走を8着、1着、4着、5着とし平均得点5.0の8位で女子選手史上初の「スーパースター王座決定戦」に進出する歴史的快挙を果たすも、「スーパースター王座決定戦」は6着に終わる[5]。
- 2020年の第35回大会では、新型コロナウイルス感染症拡大予防のため各日先着13,000名の入場制限で実施を予定していたが、同年12月23日に内閣官房新型コロナウイルス感染症対策推進室より各都道府県知事宛ての「分科会提言を踏まえた催物の開催制限等の取扱いについて(12/23)」[10] を踏まえ、5,000名の入場制限に変更して開催することを決定した[11][注 1]。
- 第35回大会では、佐藤摩弥が2年連続トライアル戦に出場し、開催4日目第12Rで落車したが、他落（他者の被害を受けて落車）の判定で得点はノーカウントとなり、3日目までの得点が採用されて、平均得点5.3の6位で2年連続となる「スーパースター王座決定戦」進出を決める[12] も、「スーパースター王座決定戦」は8着だった[13]。
- 2022年の第37回大会では、会場となる川口オートレース場が防音壁を含む施設改修工事が行われており、開催期間中各日先着6,000名の入場制限の実施[注 2][注 3]と、周辺の生活環境に配慮し全レース消音マフラーを使用して行われた[15]。